# Euphyia subnitida
Euphyia subnitida là một loài bướm đêm trong họ Geometridae.